# Christopher Udeh
Maduka Christopher Udeh (sinh 3 tháng 9 năm 1997) là một cầu thủ bóng đá Nigeria thi đấu ở vị trí trung vệ cho câu lạc bộ Slovakia 1. FC Tatran Prešov mượn từ AS Trenčín.

## Sự nghiệp
Ngày 9 tháng 12 năm 2015, Udeh ký bản hợp đồng 2 năm với câu lạc bộ Slovakia AS Trenčín. Anh ra mắt chuyên nghiệp cho AS Trenčín trước ŠK Slovan Bratislava ngày 27 tháng 2 năm 2016.